# Паркіна Тетяна Олексіївна
Тетяна Олексіївна Паркіна (13 квітня 1952, Рига, Латвійська РСР — 6 травня 2020) — радянська і російська актриса, співачка.

## Біографія
Тетяна Паркіна народилася 1952 року в Ризі, де і виросла. Потім закінчила ВДІК на курсі у Сергія Герасимова і Тамари Макарової. Успішно виступала як вокалістка.
Через відсутність московської прописки в Москві закріпитися не змогла, повернулася до Риги і працювала в Ризькому естрадно-концертному об'єднанні. У 1980 році повертається до Москви, працює в Московському об'єднанні музичних ансамблів.
У 1982 році знялася у фільмі «Не можу сказати „прощавай“», завдяки чому стала відомою. З 1980-х років Тетяна Паркіна постійно виступає на сцені в різних ансамблях. З початку 2000-х років почала зніматися в телесеріалах.
Померла 6 травня 2020 року.

## Фільмографія
1. 1974 — Дочки-матері — кухарка
2. 1975 — Городяни — пасажирка таксі, дружина молодого композитора
3. 1976 — Червоне і чорне — Еліза, покоївка пані де Реналь
4. 1977 — Міміно — стюардеса Тимофєєва, напарниця Лариси (немає в титрах)
5. 1977 — «Посейдон» поспішає на допомогу — Тамара, лікарка «Кайра»
6. 1977 — Ти іноді згадуй — дружина головного героя, військового хірурга
7. 1980 — Дами запрошують кавалерів — адміністраторка готелю (немає в титрах)
8. 1982 — Не можу сказати «прощай» — Марта
9. 1984 — Оплески, оплески… — Ніночка, дружина Макарова
10. 1986 — Капітан «Пілігрима» — Мері Велдон, дружина судновласника
11. 1986 — Крик дельфіна — Ніка
12. 1988 — Щасливчик — епізод
13. 1988 — Пілоти — Карін, шведка з «Червоного Хреста»
14. 2000 — Салон краси — лікар-гінеколог
15. 2000 — Заздрість богів — асистент режисера на телебаченні
16. 2002 — Дві долі — приятелька
17. 2004 — Проти течії — мати (немає в титрах)